# Hölstein
Hölstein (toponimo tedesco) è un comune svizzero di 2 457 abitanti del Canton Basilea Campagna, nel distretto di Waldenburg.

## Monumenti e luoghi d'interesse

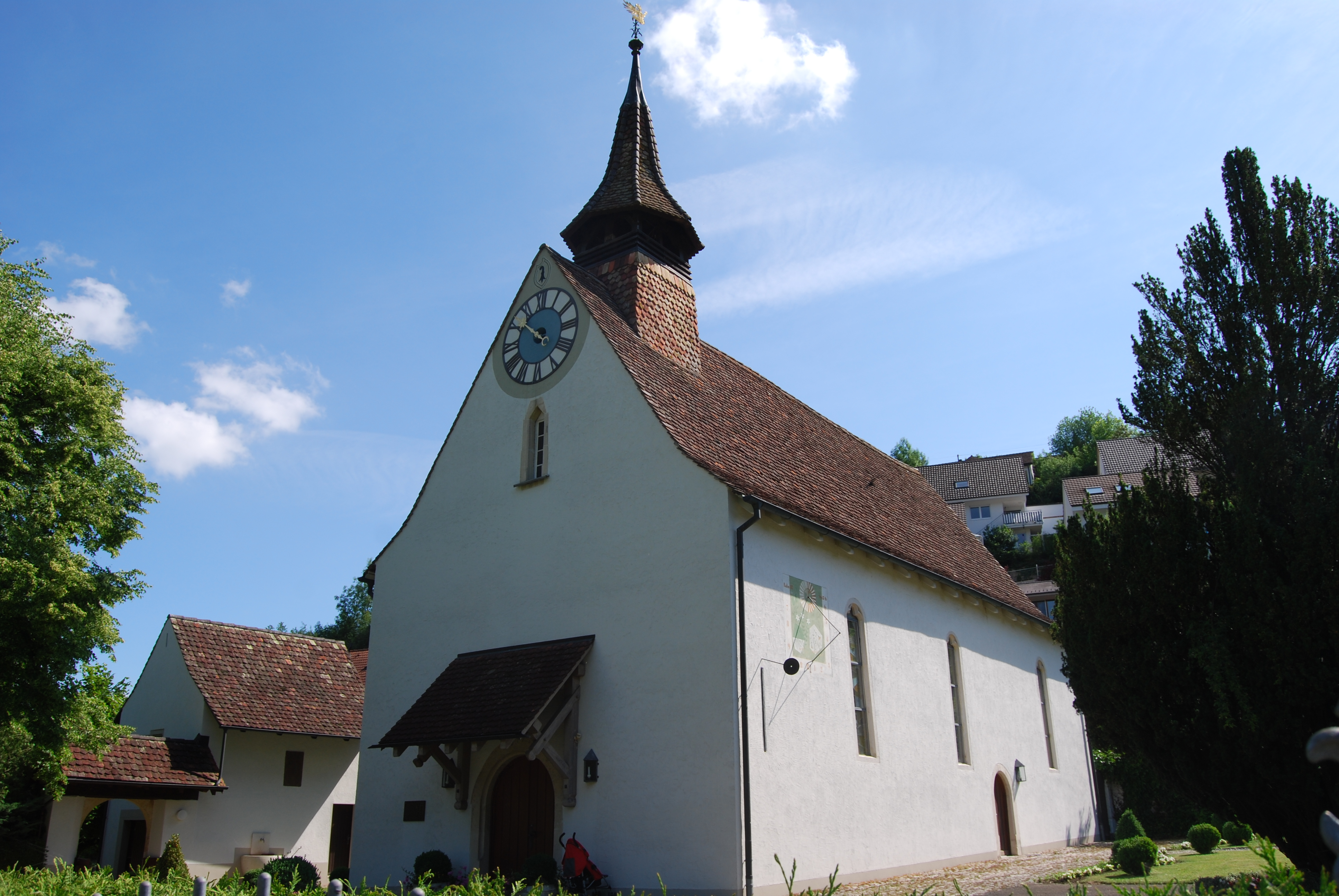
La chiesa riformata

- Chiesa riformata (già di Santa Margherita), eretta nel 1590-1591[1].

## Società

### Evoluzione demografica
L'evoluzione demografica è riportata nella seguente tabella:
Abitanti censiti

## Economia

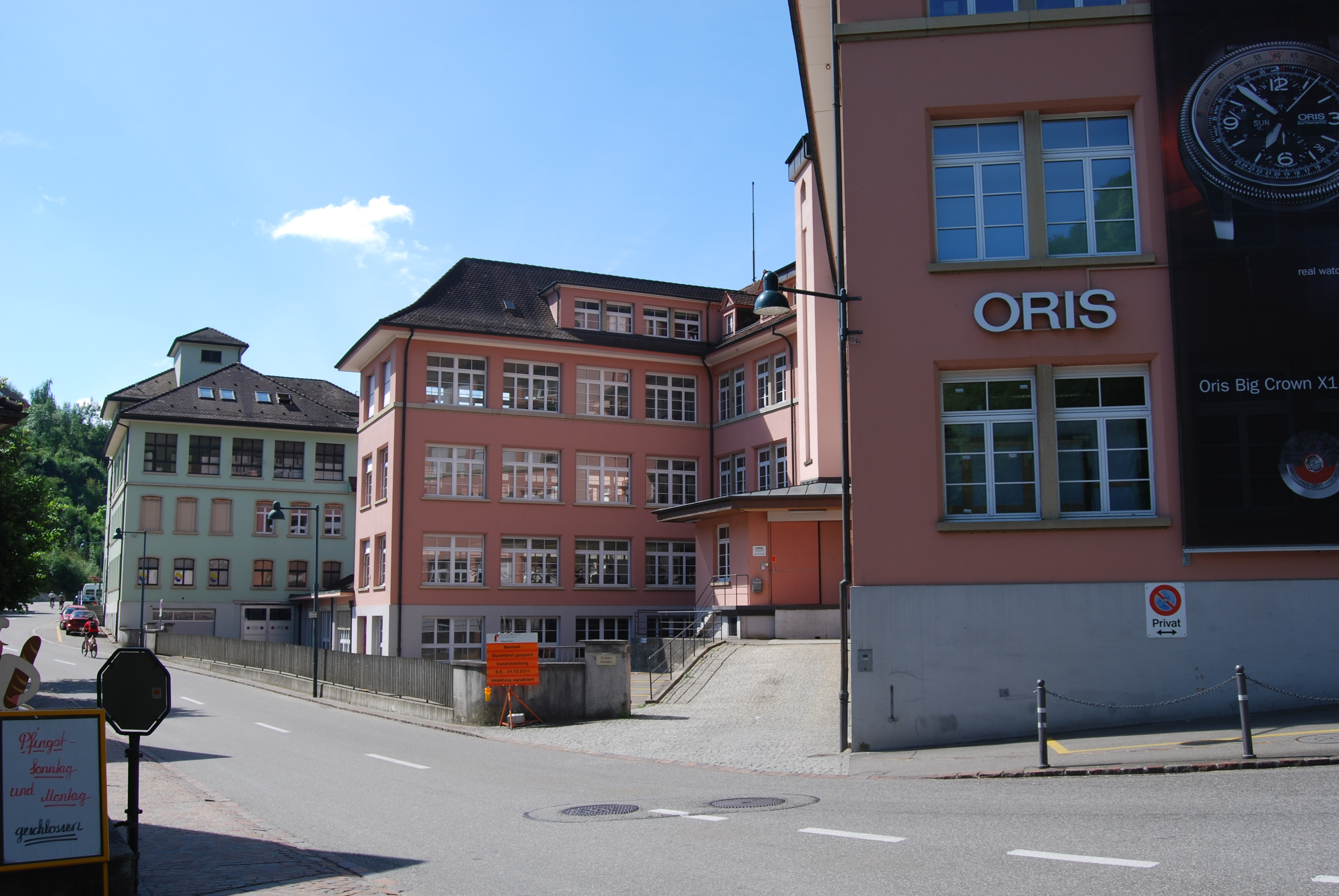
La sede della Oris

Hölstein ospita la storica sede della Oris, una delle più note aziende di orologeria della Svizzera fondata nel 1904.

## Infrastrutture e trasporti
Hölstein è servito dalle stazioni di Hölstein, di Hölstein Sud e di Hölstein Weidbächli sulla ferrovia Waldenburgerbahn.

## Amministrazione
Ogni famiglia originaria del luogo fa parte del cosiddetto comune patriziale e ha la responsabilità della manutenzione di ogni bene ricadente all'interno dei confini del comune.